# Drakon
Drakon (grekiska Δράκων) var en grekisk lagstiftare i Aten som levde 659–601 f.Kr. Han var en av de sex rättsansvariga i Aten, som 624 för första gången nedtecknade sedvanerätten. Innan dess förkunnades lagar och straff via muntlig tradition, ett privilegium för Atens aristokrati att besluta. Drakons rätt var ytterst sträng och alla allvarliga brott medförde dödsstraff.
Av Drakons stränghet kommer uttrycket drakonisk som betyder mycket sträng. Ordet användes redan under antiken om oresonligt stränga lagar.
Enligt Plutarkos skall Demades under 300-talet f.Kr. ha sagt angående hur dödsstraffet tillämpades av Drakon att "det förhindrar smärre brott; för grövre brott kan jag inte tänka mig något hårdare straff", samt att dessa lagar var skrivna med blod.
Det är oklart huruvida Drakon själv författade sina lagar eller om de var nedteckningar av redan rådande praxis. Lagarna ska ha tillbakadragits av Solon under 500-talet f.Kr., då de gjordes lindrigare för smärre brott och en början till demokrati infördes. Modern forskning har dock rest frågan om Drakon och hans lagar verkligen existerat mer än som sentida berättelser. De nämns som faktiska av Aristoteles på 300-talet f.Kr. och han återger även hur Atens konstitution varit beskaffad före Drakon. De som menar att Drakon var en historisk person, hävdar att hans lagar var de första som nedskrevs i Grekland.